# Селин Тран
Селин Тран (фр. Céline Tran; Лион, 9. април 1979), познатија под псеудонимом Кацуни (Katsuni), бивша је француска порно-глумица француско-вијетнамског порекла.
У порно-индустрији је радила од 2003. године, а пре тога је студирала књижевност. Постала је једна је од најпознатијих француских порно-звезда и најнаграђиванијих на свету. Освојила је преко 20 међународних награда, укључујући и AVN награду која се често назива порно-оскаром. Фотографисала се за најпознатије часописе за мушкарце попут Пентхауса. Једина је француска порно-глумица са потписаним уговором са компанијом Дигитал плејграунд. У каријери је снимила укупно 361 порно-филм и режирала је три. Говори француски и енглески језик.
Дана 14. августа 2013. године најавила је да се повлачи из порно-индустрије.

## Награде и номинације
- 2004: European X Award - Best Actress (France)[5]
- 2004: AVN Award - Best Anal Sex Scene – Multiple P.O.V.
- 2005: AVN Award - Female Foreign Performer of the Year[6]
- 2005: AVN Award - Best Anal Sex Scene – Lex Steele XXX 3[6]
- 2006: AVN Award - Female Foreign Performer of the Year[7]
- 2006: AVN Award - Best Interactive DVD – Virtual Katsuni[7]
- 2006: AVN Award - Best Anal Sex Scene – Cumshitters[7]
- 2006: AVN Award - Best Tease Performance – Ass Worship 7[7]
- 2007: AVN Award - Female Foreign Performer of the Year[8]
- 2007: AVN Award - Best Supporting Actress (Video) – Fashionistas Safado – The Challenge[8]
- 2007: AVN Award - Best Group Sex Scene (Film) – Fuck[8]
- 2007: AVN Award - Best All-Girl Sex Scene (Film) – Fuck[8]
- 2007: Ninfa Prize - Best Actress – French Connection[9]
- 2008: AVN Award - Best Sex Scene in a Foreign-Shot Production – Furious Fuckers Final Race (with nine others)[10]
- 2009: Hot d'Or - Best French Actress – Pirates II: Stagnetti’s Revenge[11]
- 2009: Hot d'Or - Best Actress Blog[11]
- 2011: AVN Award - Best All-Girl Group Sex Scene – Body Heat[12]
- 2011: AVN Award (The Fan Awards) - Wildest Sex Scene – Body Heat[12]
- 2011: XBIZ Award - Foreign Female Performer of the Year[13]
- 2012 XBIZ Award - Crossover Star of the Year[14]

## Филмографија
- L'Affaire Katsumi
- Katsumi et Nomi à Los Angeles
- Katsumi a l'école des sorcières
- Katsumi a l'école des infirmières
- En toute intimité
- French connexion
- Infirmière de charme
- Katsumi superstar
- La nymphomane
- Le Palais Des Phantasmes
- Urgences
- Katsumi et les secret du kamasutra
- извор